# Station Hanwell
Station Hanwell is een spoorwegstation aan de Great Western Main Line in de plaats Hanwell, in de Londense buitenwijk Ealing.

## Geschiedenis
Het station ligt aan de eerste lijn van de Great Western Railway die op 4 juni 1838 werd geopend, het station zelf werd op 1 december 1838 geopend. In de periode 1875-77 werd het dubbelspoor verdubbeld tot vier sporen waarbij ook het station ongeveer 250 meter naar het oosten verplaatst werd.
Dit stationsgebouw werd samen met de perrons in 1972 op de monumentenlijst gezet.
Op 1 maart 1883 begon de District Railway, de latere District line, met een treindienst tussen Mansion House en Windsor die ook Hanwell aandeed. Deze dienst bleek niet rendabel en de District Railway staakte de dienst op 30 september 1885. Op 1 april 1896 werd het station omgedoopt tot Hanwell en Elthorne hetgeen op 6 mei 1974 werd teruggedraaid. Sommige van de originele stationsnaamborden met de naam Hanwell en Elthorne van voor 1974 staan nog steeds op de perrons.
Als onderdeel van het Crossrail-project werd station Hanwell begin 2020 geheel rolstoeltoegankelijk via liften tussen de perrons en het niveau van de kaartverkoop.

## Ligging en inrichting
Het station ligt op 11,8 kilometer ten westen van Paddington aan de Great Western Main Line (GWML). Het stationsgebouw staat tegen het talud aan de noordkant van de spoordijk. De kaartverkoop bevindt zich op de begane grond. Het perron voor reizigers naar London ligt op niveau 1 direct tegen het stationsgebouw, het andere perron is een eilandperron waarvan alleen de noordzijde wordt gebruikt, de zuidzijde is met een hek afgescheiden van de sporen voor de sneldiensten op de GWML. De perrons hebben Victoriaanse perronkappen en op het eilandperron is een wachtkamer in dezelfde stijl. Het eilandperron is bereikbaar vanuit de voetgangerstunnel tussen de stationshal en de zuidelijke ingang. Deze zuidelijke ingang werd gesloten in de jaren 70 van de 20e eeuw, maar werd in december 2014 heropend met financiering door Ealing Council en Transport for London. Iets ten westen van het station ligt het Wharncliffe-viaduct dat ook op de monumentenlijst staat. In november 2021 reikte de Ealing Civic Society de jaarlijkse prijs van de vereniging aan het station uit als beloning van de kwaliteit van de renovaties van het stationsgebouw.

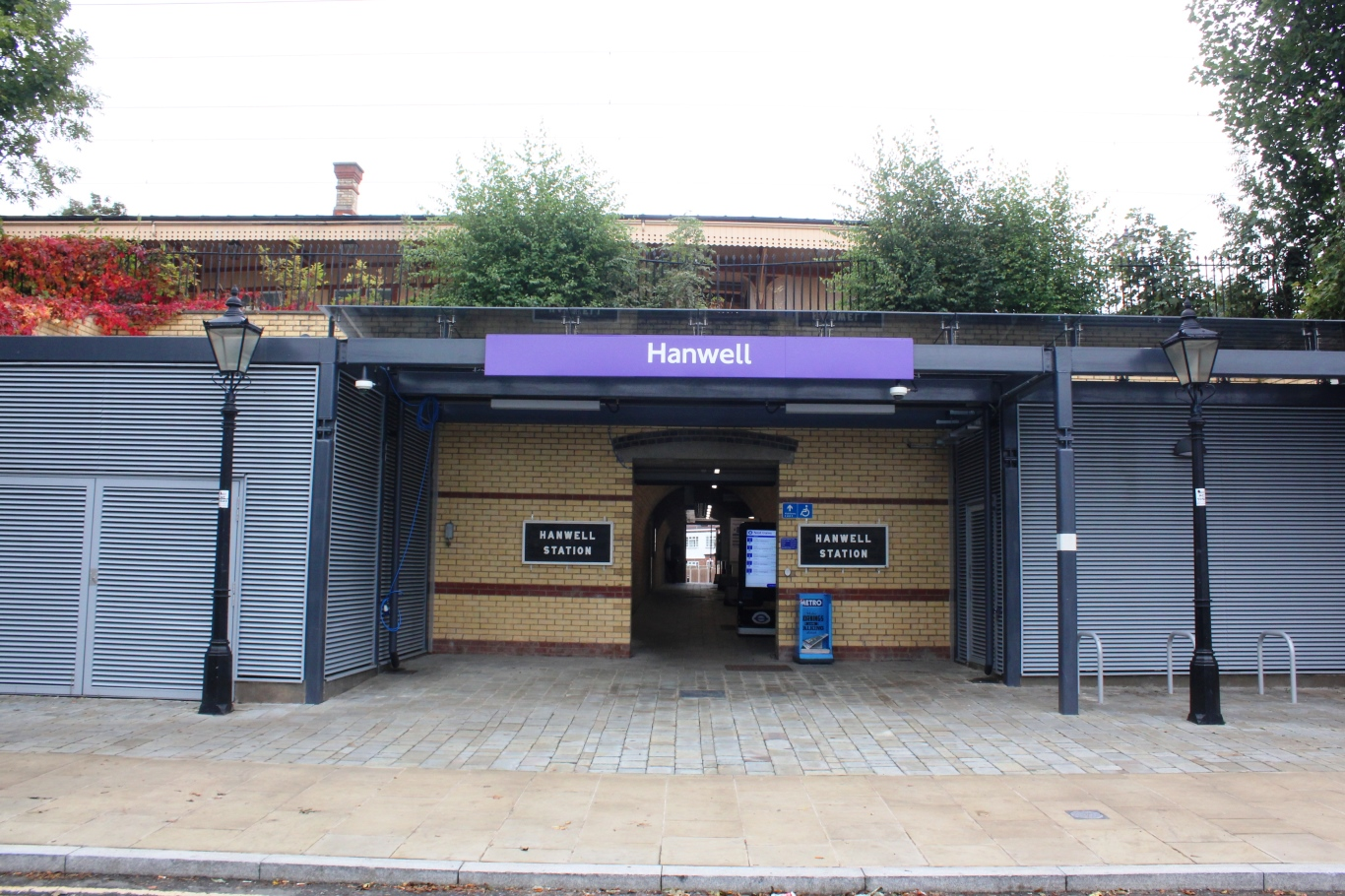
De zuidelijke ingang in 2021.
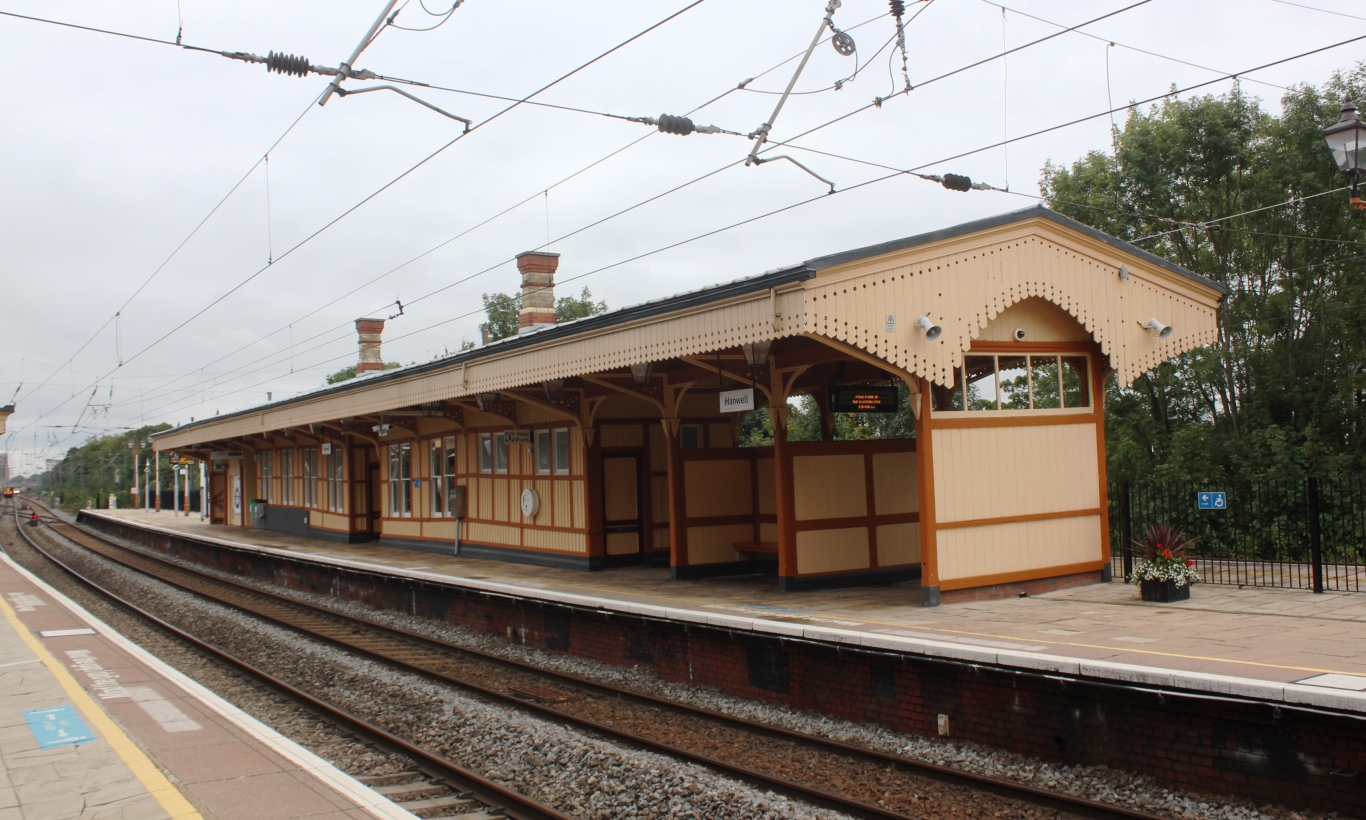
Het eilandperron.
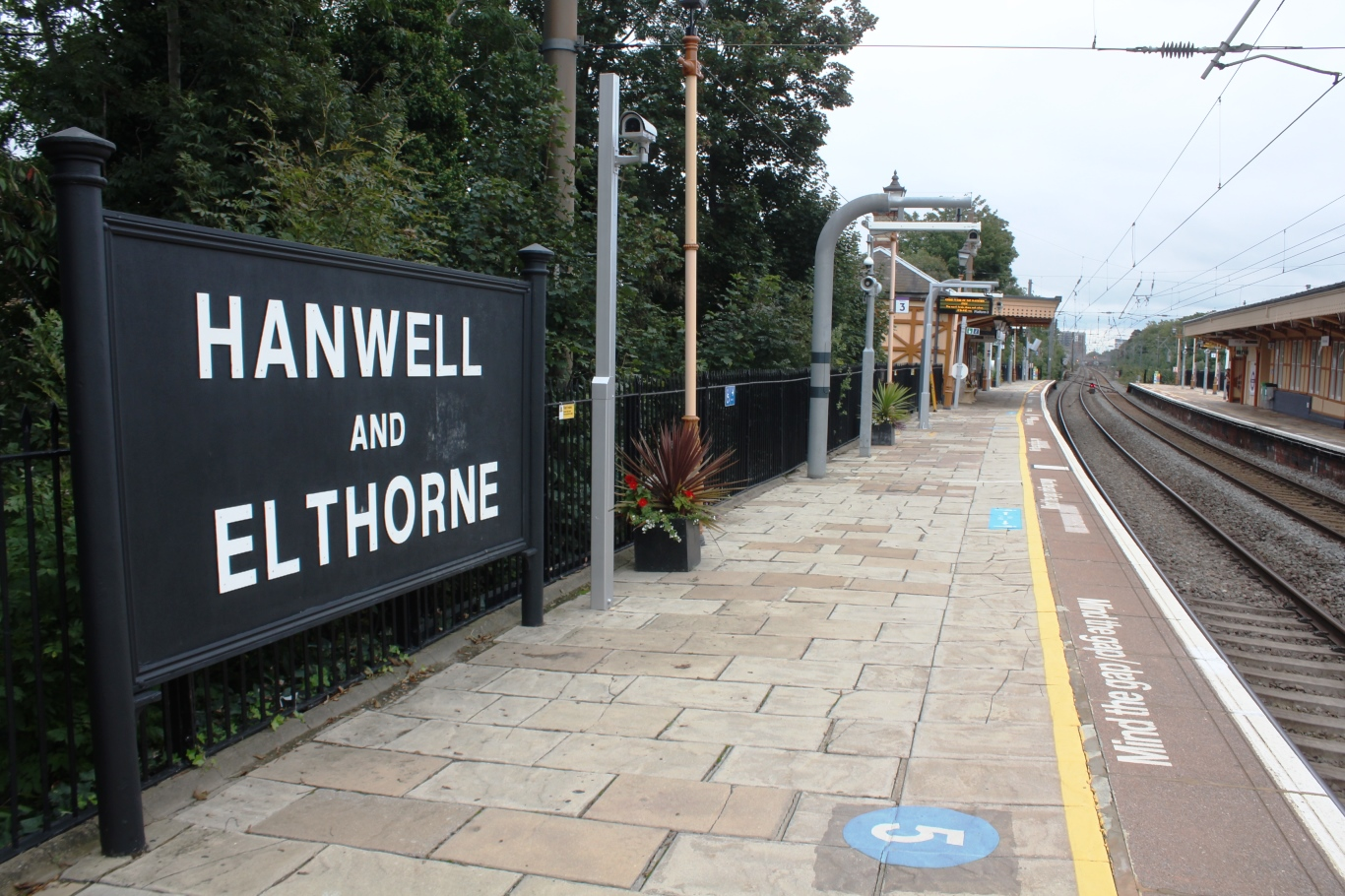
Een overgebleven stationsnaambord langs spoor 3.

## Reizigersdienst
Alle treinen die Hanwell bedienen, worden verzekerd door de Elizabeth line, de vervanger van Heathrow Connect tussen London Paddington en Heathrow Airport. De stoptreinen van Great Western Railway tussen London Paddington en Hayes & Harlington gingen op 20 mei 2018 eveneens over naar Transport for London. De bouw van de Elizabeth Line begon in 2008 en zou eind 2018 geopend worden. Het bovengrondse deel van deze lijn ten westen van de stad bestaat uit bestaande spoorlijnen en stations, waaronder Hanwell, die zijn aangepast voor stadsgewestelijk verkeer. De Elizabeth line werd echter pas op 17 mei 2022 geopend, toen ook de zondagsdienst op Hanwell werd ingevoerd, vooruitlopend hierop onderhield Transport for London (TfL) de treindienst onder de naam TfL rail. Op 15 december 2019 nam ze ook de diensten op de westtak naar Reading onder haar hoede. De diensten ten westen van Paddington worden sinds 24 mei 2022 gereden onder de naam Elizabeth Line al moeten reizigers tot de opening van Bond Street, in het najaar van 2022, in Paddington overstappen tussen de bovengrondse perrons van het westelijke deel van de lijn en de ondergrondse perrons van het oostelijke deel van de Elizabeth Line. Sinds 17 mei 2020 doen de treinen ook op zondag station Hanwell aan. Omdat de perrons korter zijn dan de Class 345 treinstellen wordt slechts een deel van de deuren geopend bij een stop in Hanwell.
De dienstregeling omvat :
- 4 ritten per uur naar London Paddington
- 2 ritten per uur naar Heathrow Terminal 4
- 2 ritten per uur naar Heathrow Terminal 5

Vanaf het najaar van 2022 rijden treinen naar London Paddington door nieuwe tunnels onder het centrum van Londen naar Abbey Wood.
Vanaf mei 2023 rijden er bovendien treinen naar Shenfield op de Great Eastern Main Line.